# Oxyodes novaehebridensis
Oxyodes novaehebridensis là một loài bướm đêm trong họ Noctuidae.